# Andrés Mejuto
Andrés Mejuto (eigentlich Severino Andrés Mejuto Carballo; * 30. Januar 1905 in Olivenza; † 22. Februar 1991 in Madrid) war ein spanischer Schauspieler.

## Leben
Mejuto debütierte bereits in jungen Jahren auf der Theaterbühne; seit 1924 spielte er in der Compagnie La Barraca von Federico García Lorca. Nach dessen Tod und dem Spanischen Bürgerkrieg übersiedelte er nach Argentinien, wo er zu Margarita Xirgus Ensemble gehörte und ab 1946 erste Filmerfahrungen sammelte – seine erste Kinoarbeit, Sierra de Teruel von 1939 war jahrelang unaufgeführt geblieben. Der großgewachsene und schlanke, immer etwas düster wirkende Darsteller kehrte 1956 in sein Heimatland zurück, wo er auf der Bühne und nun verstärkt beim Film und in zahlreichen Serien beim Fernsehen seine Karriere fortsetzte.
Im Theater spielte Mejuto u. a. am Teatro María Guerrero des Centro Dramático Nacional in Stücken internationaler Autoren (Senecas Thyestes und Diego Fabbris Prozess Jesu 1956, William Gibsons Der Weg ins Licht 1961, Aristophanes’ Lysistrata 1980, Shakespeares Titus Andronicus 1983) so wie spanischer Autoren (José Zorrillas Don Juan Tenorio 1956, Joaquín Calvo Sotelos Una muchachita de Valladolid 1958, Alfonso Sastres Oficio de tinieblas 1973, Jaime Saloms El corto vuelo del gallo 1980, Ramón María del Valle-Incláns Voces de gesta 1991), für das Kino neben zahlreichen einheimischen Produktionen (u. a. in einigen Italowestern) auch in Orson Welles’ Falstaff (1965).
Mejuto war ein begeisterter Puppenbauer und fertigte etwa 6000 Stock-Theaterfiguren.

## Filmografie (Auswahl)
- 1939: Sierra de Teruel (UA 1945)
- 1945: La dama duende
- 1955: Liebe, Haß und scharfe Klingen (El juramento de Lagardere)
- 1962: Das Schwert des Cid (Las hijas del Cid)
- 1963: Die Schlacht von Toledo (Sfida al re di Castiglia)
- 1963: Das Geheimnis des Scaramouche (La máscara de Scaramouche)
- 1967: Glut der Sonne (Dove si spara di più)
- 1969: Zorros Rache (El Zorro justiciero)
- 1970: … und Santana tötet sie alle (Un par de asesinos)
- 1972: Un dólar de recompensa
- 1975: Labyrinth des Schreckens (Gatti rossi in un labirinto di vetro)
- 1987: La monja alférez